# Aunkere
Aunkere (настоящее имя — Евге́ний Ю́рьевич Карья́т; род. 21 августа 2000, Петрозаводск) — российский киберспортсмен и стример. 
В прошлом — игрок состава NAVI Junior, он стал одним из ключевых представителей молодёжной киберспортивной сцены. Помимо карьеры игрока, Карьят активно занимается стримингом, предпринимательской деятельностью  и созданием контента на Twitch и YouTube. Его достижения включают участие в престижных турнирах, а также номинации на различные киберспортивные награды. В последние годы он также уделяет внимание развитию собственного бренда и организации турниров.

## Биография
Евгений Юрьевич Карьят родился 21 августа 2000 года в Петрозаводске. Интерес к киберспорту проявился у него ещё в школьные годы, когда он начал активно играть в CS:GO и другие популярные игры. В начале своей карьеры он играл в различных составах, постепенно набирая опыт и внимание со стороны более опытных игроков и организаций.
В 2019 году Карьят присоединился к NAVI Junior, младшему составу одной из самых известных киберспортивных организаций мира — Natus Vincere. В составе команды Aunkere проявил себя как талантливый игрок, способный адаптироваться к жесткой конкуренции и показывать высокие результаты. В 2020 году он стал одним из основных игроков в составе, что позволило ему выделиться на фоне других молодых игроков.
После нескольких лет в киберспорте, Карьят решил сосредоточиться на стриминге. С 2021 года он активно ведёт стримы на платформе Twitch, где демонстрирует свои навыки в Counter-Strike 2, а также играет в другие популярные игры. В интервью Карьят отмечал, что с самого начала своей карьеры он мечтал стать стримером и контент-мейкером.

## Награды и номинации
- Номинация на HLTV Awards 2024 как стример и контент-мейкер[8][9].
- «Блогема» — лучший блогерский ивент — BetBoom Aunkere Cup #2[10][11][12].